# Aralkilamin dehidrogenaza (azurin)
Aralkilamin dehidrogenaza (azurin) (EC 1.4.9.2, aromatična aminska dehidrogenaza, arilaminska dehidrogenaza, tiraminska dehidrogenaza, aralkilamin:(akceptor) oksidoreduktaza (deaminacija)) je enzim sa sistematskim imenom aralkilamin:azurin oksidoreduktaza (deaminacija). Ovaj enzim katalizuje sledeću hemijsku reakciju
2 + 2O + 2 azurin {\displaystyle \rightleftharpoons } 3 + 2 redukovani azurin
Fenazinski metosulfat može da deluje kao akceptor. Ovaj enzim deluje na aromatične amine i u manjoj meri na pojedine dugolančane alifatične amine.

## Literatura
- Nicholas C. Price; Lewis Stevens (1999). Fundamentals of Enzymology: The Cell and Molecular Biology of Catalytic Proteins (Third изд.). USA: Oxford University Press. ISBN 019850229X.
- Eric J. Toone (2006). Advances in Enzymology and Related Areas of Molecular Biology, Protein Evolution (Volume 75 изд.). Wiley-Interscience. ISBN 0471205036.
- Branden C; Tooze J. Introduction to Protein Structure. New York, NY: Garland Publishing. ISBN 0-8153-2305-0.
- Irwin H. Segel. Enzyme Kinetics: Behavior and Analysis of Rapid Equilibrium and Steady-State Enzyme Systems (Book 44 изд.). Wiley Classics Library. ISBN 0471303097.
- William P. Jencks (1987). Catalysis in Chemistry and Enzymology. Dover Publications. ISBN 0486654605.

## Spoljašnje veze
- Aralkylamine+dehydrogenase+(azurin) на 